# Rangina Hamidi
Pour les articles homonymes, voir Hamidi.
 (septembre 2021).
Rangina Hamidi, née à Kandahar, est une femme politique afghane. Après avoir vécu au Pakistan puis aux États-Unis, où elle effectue des études supérieures, elle rentre en 2003 vivre dans son pays. Jusqu'à la prise de Kaboul par les talibans en août 2021, elle est ministre de l'Éducation.
Elle est la quatrième fille de Ghulam Haider Hamidi, maire de Kandahar, assassiné en 2011 dans cette même ville.